# Kleinrondstempel

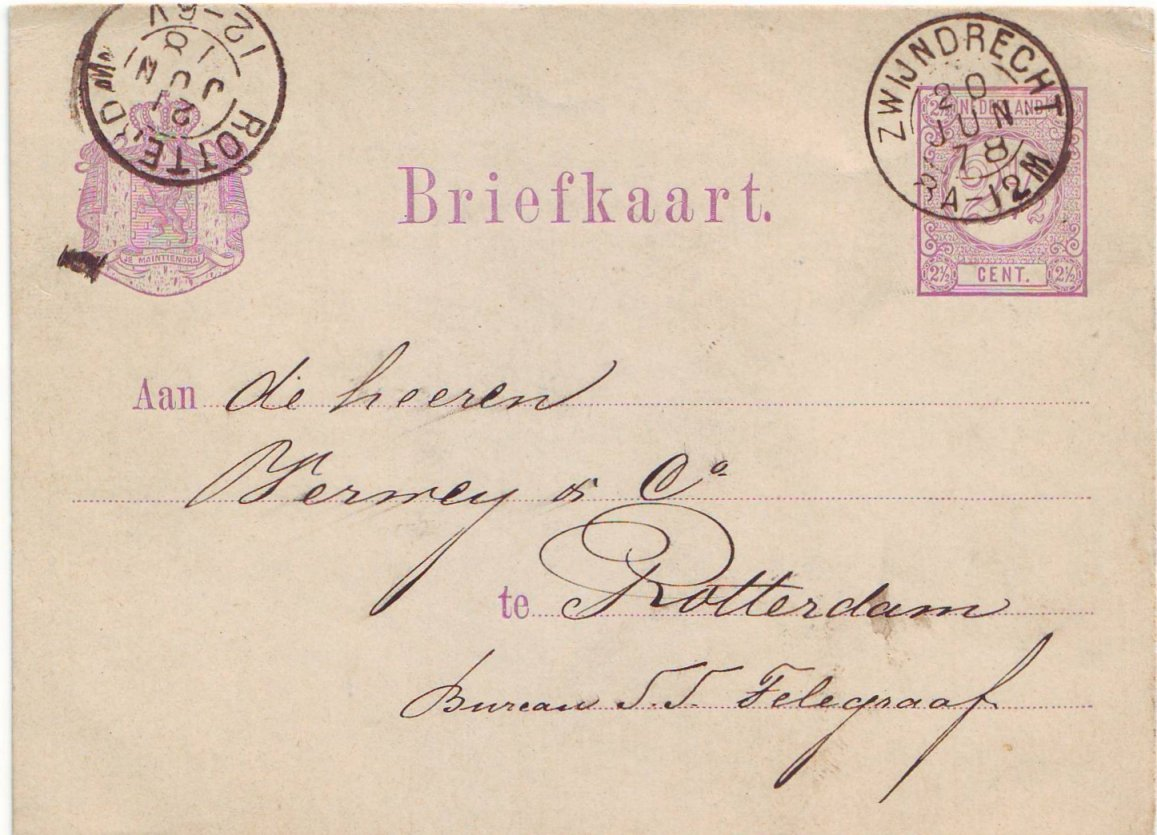
Het tweeletterstempel van Zwijndrecht en het kleinrondstempel van Rotterdam op één briefkaart. Vertrekstempel Zwijndrecht van 20 juni 1878, verzonden tussen 8 uur ’s avonds (8A) en 12 uur ’s morgens (12M), en aankomststempel Rotterdam van 21 juni 1878, tussen 12 en 6 in de voormiddag (12-6V).

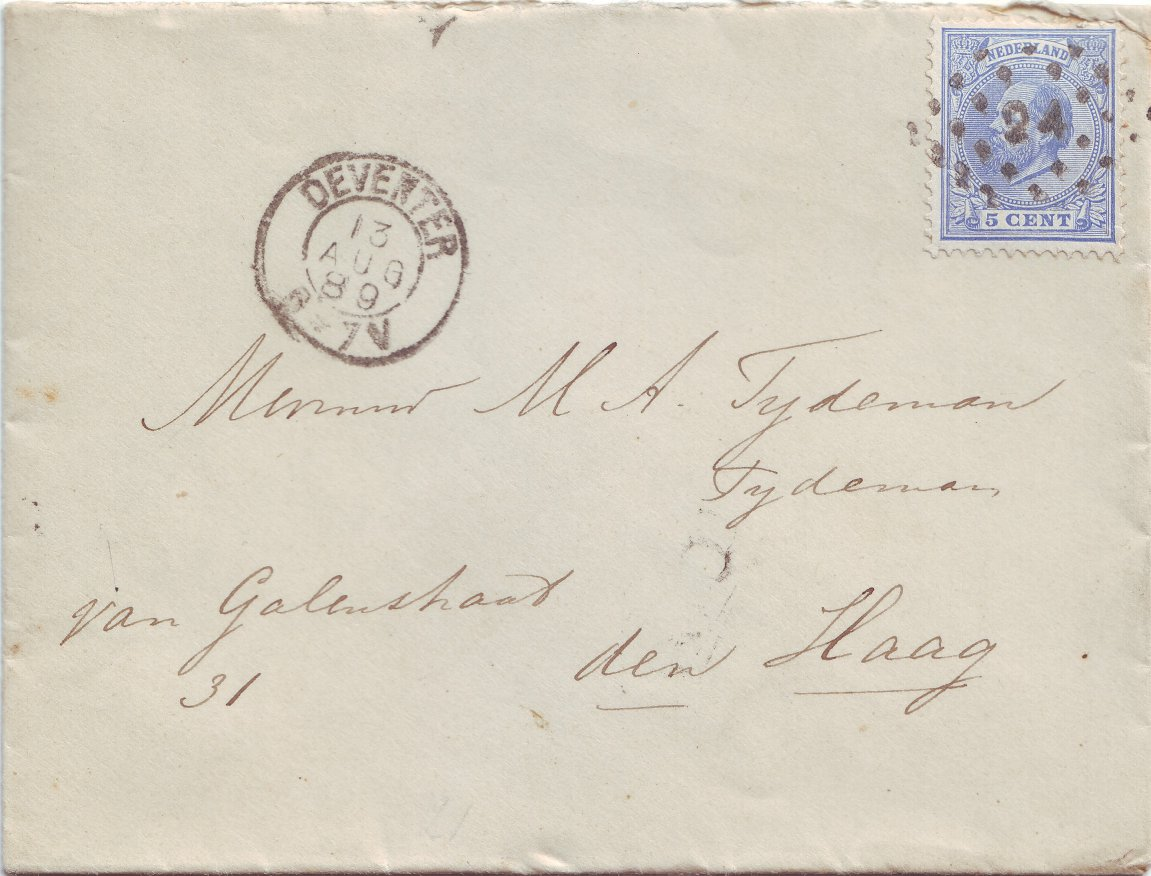
Brief van Deventer naar Den Haag, 13 augustus 1889. De postzegel is conform de voorschriften afgestempeld met puntstempel 24 van Deventer. Daarnaast is een kleinrondstempel Deventer geplaatst met de datum en het tijdstip van verzending: 6-7V, ofwel tussen 6 en 7 uur voormiddags.

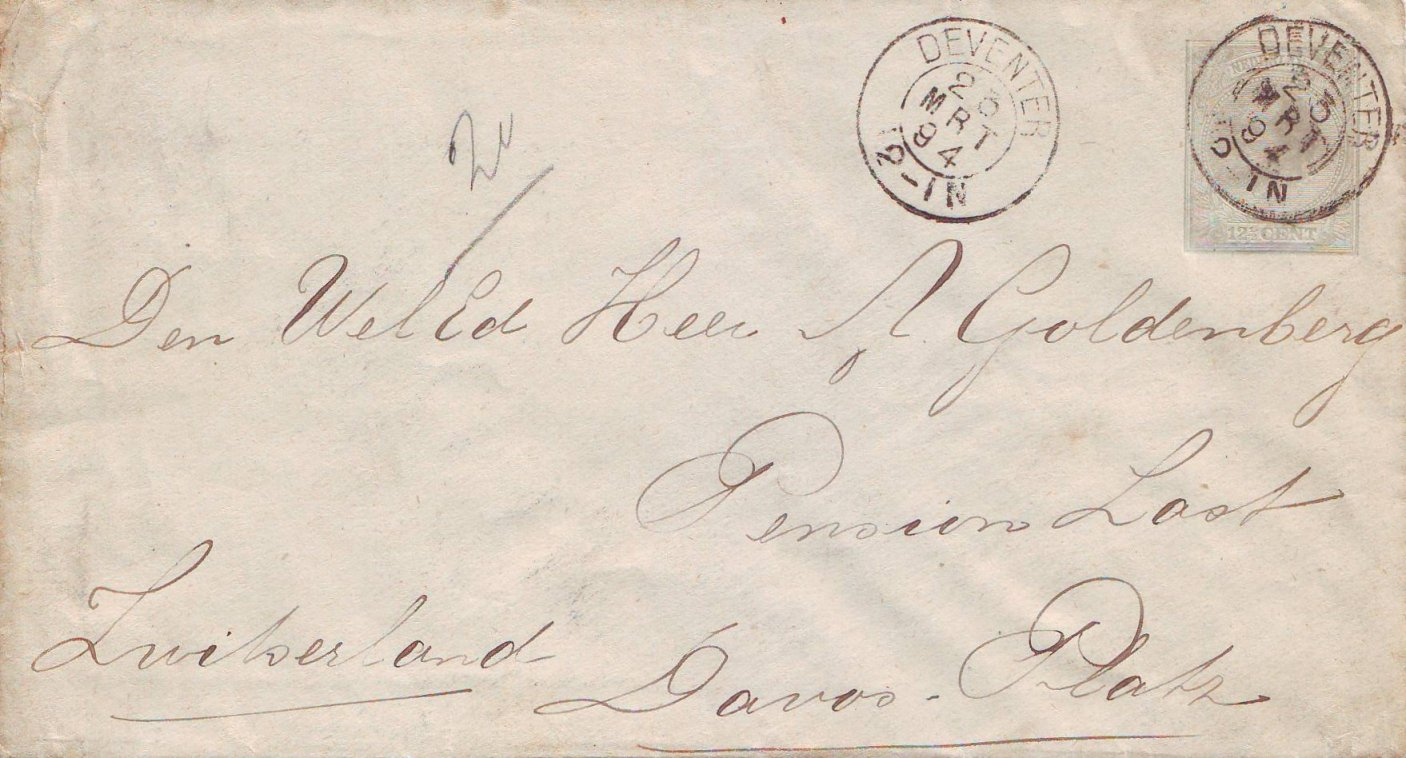
Brief met ingedrukte postzegel van Deventer naar Davos-Platz in Zwitserland, 23 maart 1894, tussen 12 en 1 uur namiddags. Sinds de afschaffing van het puntstempel in 1893 moest de postdienst twee kleinrondstempels plaatsen: een op en een naast de postzegel.

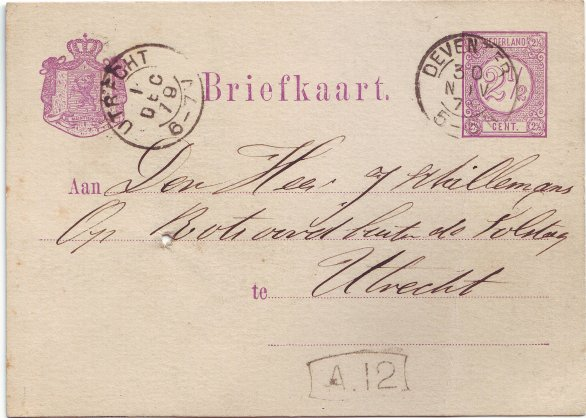
Briefkaart van Deventer naar Utrecht met als vertrekstempel een kleinrondstempel Deventer van 30 november 1879, gezet tussen 5 en 6 uur namiddags. Als aankomststempel een kleinrondstempel Utrecht van 1 december 1879, gezet tussen 6 en 7 uur voormiddags. Ten slotte zien we nog een bestellersstempel A.12. Dat was van besteller nummer 12; de A geeft aan dat de kaart is meegegaan met de eerste bestelling van die dag. Bij de tweede bestelling werd dat een B, bij de derde een C, enzovoort. De postbode kwam toen nog meerdere malen per dag langs.

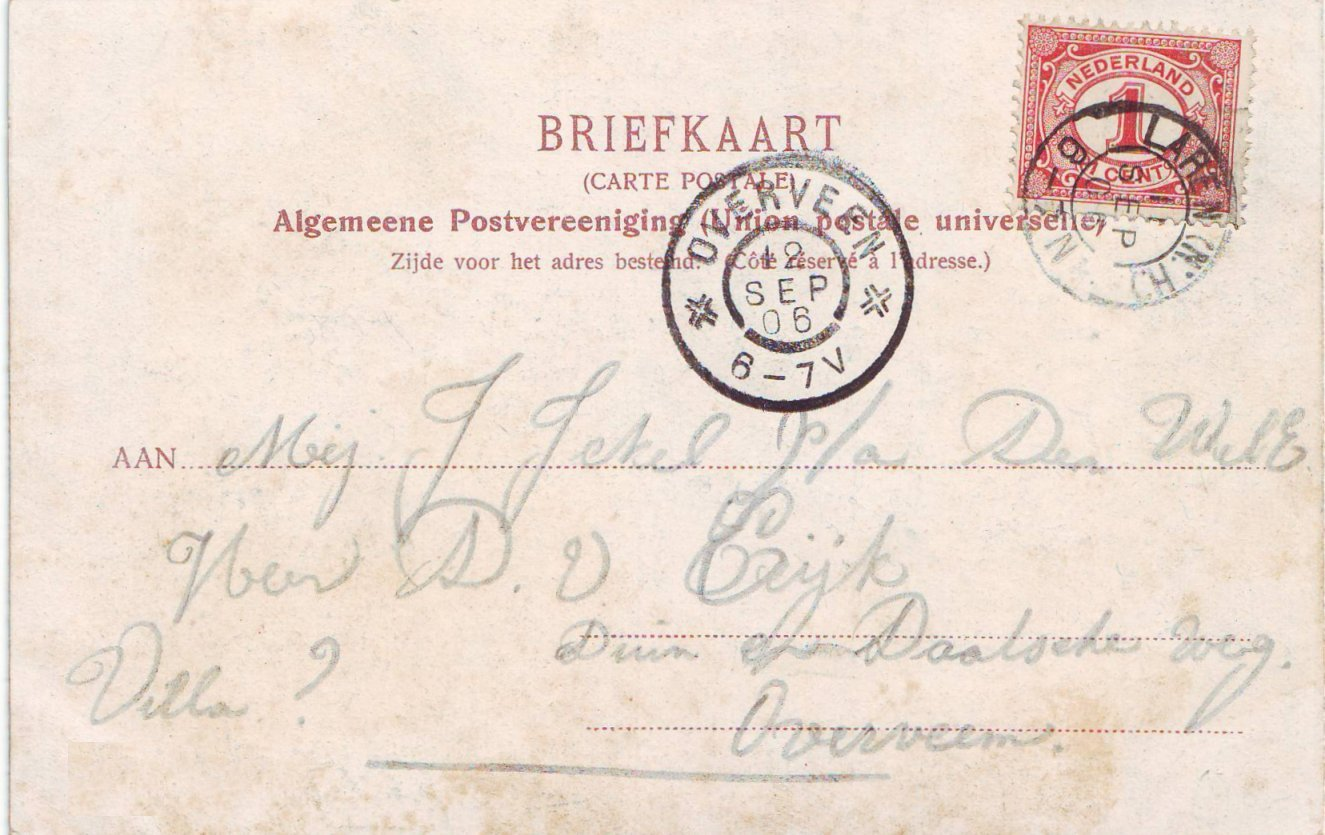
Prentbriefkaart van Laren (Noord-Holland) naar Overveen, 11 september 1906, verzonden tussen 6 en 7 uur namiddags. Het vertrekstempel is nog een kleinrondstempel; het aankomststempel van 12 september 1906 is al een grootrondstempel. De kaart is aangekomen tussen 6 en 7 uur in de voormiddag.

Een kleinrondstempel was een type poststempel dat de Nederlandse PTT gebruikte tussen 1877 en officieel 1894, maar in de praktijk tot in de eerste jaren van de 20e eeuw.

## Beschrijving
Het stempel bestond uit twee concentrische cirkels. In de binnenste cirkel stonden de datum en het jaartal. De naam van de maand was afgekort tot drie letters en in het jaartal waren de eerste twee cijfers weggelaten. Tussen de twee cirkels stonden de plaatsnaam en een uuraanduiding (zie onder). De diameter van het stempel was 21 à 22 mm.

## Invoering
Het kleinrondstempel was de opvolger van het tweeletterstempel, dat tussen 1866 en 1877 in gebruik was en in veel postkantoren ook na die tijd nog is doorgebruikt. Het tweeletterstempel van Leerdam is nog tot ver in de jaren negentig van de 19e eeuw gebruikt (zij het dan alleen nog voor voorafstempelingen).
Het tweeletterstempel was het eerste Nederlandse stempel met een (nog globale) uuraanduiding. De dag werd verdeeld in vijf tijdvakken:
- 12M - 8M (12 uur ’s morgens-8 uur ’s morgens)
- 8M - 12M (8 uur ’s morgens-12 uur ’s middags)
- 12M - 4A (12 uur ’s middags-4 uur ’s avonds)
- 4A - 8A (4 uur ’s avonds-8 uur ’s avonds)
- 8A - 12M (8 uur ’s avonds-12 uur ’s morgens)

Vanwege de A’s en de M’s werd het stempel tweeletterstempel genoemd.
In 1875 besloot de minister van Financiën dat er een stempel moest komen dat het tijdstip van verzending nauwkeuriger aangaf. Dat werd het kleinrondstempel. Net als bij het tweeletterstempel staat de uuraanduiding onder in het stempel. Nu werden 18 tijdvakken onderscheiden:
- 12 - 6V (12-6 uur voormiddags)
- 6 - 7V (6-7 uur voormiddags)
- 7 - 8V (7-8 uur voormiddags)
- 8 - 9V (8-9 uur voormiddags)
- 9 - 10V (9-10 uur voormiddags)
- 10 - 11V (10-11 uur voormiddags)
- 11 - 12V (11-12 uur voormiddags)
- 12 - 1N (12-1 uur namiddags)
- 1 - 2N (1-2 uur namiddags)
- 2 - 3N (2-3 uur namiddags)
- 3 - 4N (3-4 uur namiddags)
- 4 - 5N (4-5 uur namiddags)
- 5 - 6N (5-6 uur namiddags)
- 6 - 7N (6-7 uur namiddags)
- 7 - 8N (7-8 uur namiddags)
- 8 - 9N (8-9 uur namiddags)
- 9 - 10N (9-10 uur namiddags)
- 10 - 12N (10-12 uur namiddags)

Het kleinrondstempel gebruikte dus maar één letter, een V of een N, om aan te geven of een poststuk in de voormiddag of de namiddag was afgestempeld. Verder lijken de tweeletterstempels en de kleinrondstempels erg op elkaar. De diameter van allebei de stempels is 21 à 22 mm. Beide stempels hebben het voordeel dat ze compleet op een postzegel passen. Daarom kunnen ze op losse zegels worden verzameld, dit in tegenstelling tot de opvolger van het kleinrondstempel, het grootrondstempel, dat meestal op brieven en kaarten wordt verzameld. Het kleinrondstempel komt vaker voor dan het tweeletterstempel en kent dus meer verzamelaars.

## Beknopte geschiedenis
De eerste kleinrondstempels werden uitgereikt in april 1877. In eerste instantie kregen alleen postkantoren een kleinrondstempel. Hulppostkantoren hadden een langstempel zonder datum en uuraanduiding. Een brief of kaart die op een hulppostkantoor werd aangeboden, kreeg eerst het langstempel van dat kantoor en werd vervolgens doorgestuurd naar het postkantoor waaronder het hulppostkantoor ressorteerde. Daar werd een kleinrondstempel geplaatst. Later kregen ook de hulppostkantoren een kleinrondstempel. Ze hanteerden wel grotere tijdsintervallen: vier in plaats van één uur. Ook bijkantoren kregen op den duur een kleinrondstempel. De eerste stempels vermeldden de plaatsnaam plus de straat waarin het kantoor was gevestigd (bijvoorbeeld ‘Amsterdam-Spiegelstraat’); latere stempels gaven een plaatsnaam plus een nummer (‘Amsterdam 1’ t/m ‘Amsterdam 14’).
Daarnaast waren er kleinrondstempels voor:
- militaire kampen. Daarvan waren er drie: ‘Kamp bij Laren (N.H.)’, ‘Kamp bij Rijen’ en ‘Kamp bij Zeist’;
- stations, bijvoorbeeld ‘Arnhem-Station’;
- trein en tramtrajecten, zoals ‘Utrecht-Zwolle’ of ‘Heerenveen-Drachten’;
- drie bootstempels: ‘Enkhuizen-Stavoren’, ‘Vlissingen-Queenborough’ en ‘Queenborough-Vlissingen’.[1]

Deze stempels hadden vaak een afwijkende uuraanduiding. Zo werd het tijdvak vaak aangegeven door een letter of een Romeins cijfer.
In totaal zijn 1649 verschillende kleinrondstempels bekend. Daarbij zijn de verschillende typen stempels van één postkantoor niet meegerekend. Wanneer een stempel kapotging, kreeg het bewuste postkantoor een nieuw stempel, dat er vaak net iets anders uitzag, bijvoorbeeld meer of minder ruimte tussen de letters in de plaatsnaam.
Op een envelop mocht het kleinrondstempel niet worden gebruikt om de postzegel te ontwaarden. Daarvoor was het puntstempel. Het kleinrondstempel moest naast de postzegel worden geplaatst om voor de ontvanger van de envelop duidelijk aan te geven op welke datum en hoe laat deze was verstuurd. Als een brief op een postkantoor binnenkwam, moest op de achterkant een kleinrondstempel worden geplaatst bij wijze van aankomststempel.
Bij briefkaarten en drukwerk moest de (al dan niet ingedrukte) postzegel juist wel worden ontwaard met het kleinrondstempel. Bij een briefkaart of een prentbriefkaart moest het aankomststempel aan dezelfde kant worden geplaatst als het vertrekstempel.
Na de afschaffing van het puntstempel op 15 juni 1893 moest ook de postzegel op een brief worden ontwaard met het kleinrondstempel. De postdienst was verplicht daar nog een tweede stempel naast te zetten. Deze verplichting verviel bij de invoering van het grootrondstempel eind 1894. Voortaan was één afdruk op de postzegel voldoende. Grootrondstempels hadden een ca. 4 mm grotere middellijn en vettere randen.
Het was in die tijd gebruikelijk pas een nieuw stempel in gebruik te nemen als het oude versleten was. Veel kleinrondstempels bleven dus nog jaren in gebruik, vaak tot in de eerste jaren van de 20e eeuw. In een enkele plaats, zoals Barsingerhorn, bleef het kleinrondstempel zo lang in gebruik dat die plaats het grootrondstempel oversloeg en als volgende stempel een ‘typenraderstempel’ kreeg, de opvolger van het grootrondstempel. Het kleinrondstempel van het bijkantoor Amsterdam 13 bleef in gebruik tot in 1936.

## Kleinrondstempels in Nederlandsch-Indië
Tussen september 1877 en 14 april 1893 zijn ook in Nederlands-Indië (toen nog geschreven als Nederlandsch-Indië) kleinrondstempels in gebruik geweest. Het waren er ca. 100. Ze werden in 1893 vervangen door vierkante stempels, die de geschiedenis in zijn gegaan onder de naam ‘vierkantstempels’. Het postkantoor in Batavia gebruikte echter nog tot medio 1906 een kleinrondstempel als aankomst- en doorgangsstempel.

## Noot
1. ↑  Het kleinrondstempel ‘Amsterdam E’ werd gebruikt in de trein Amsterdam-Vlissingen, die aansluiting gaf op de boot naar Queenborough.